# 解放桥 (天津)

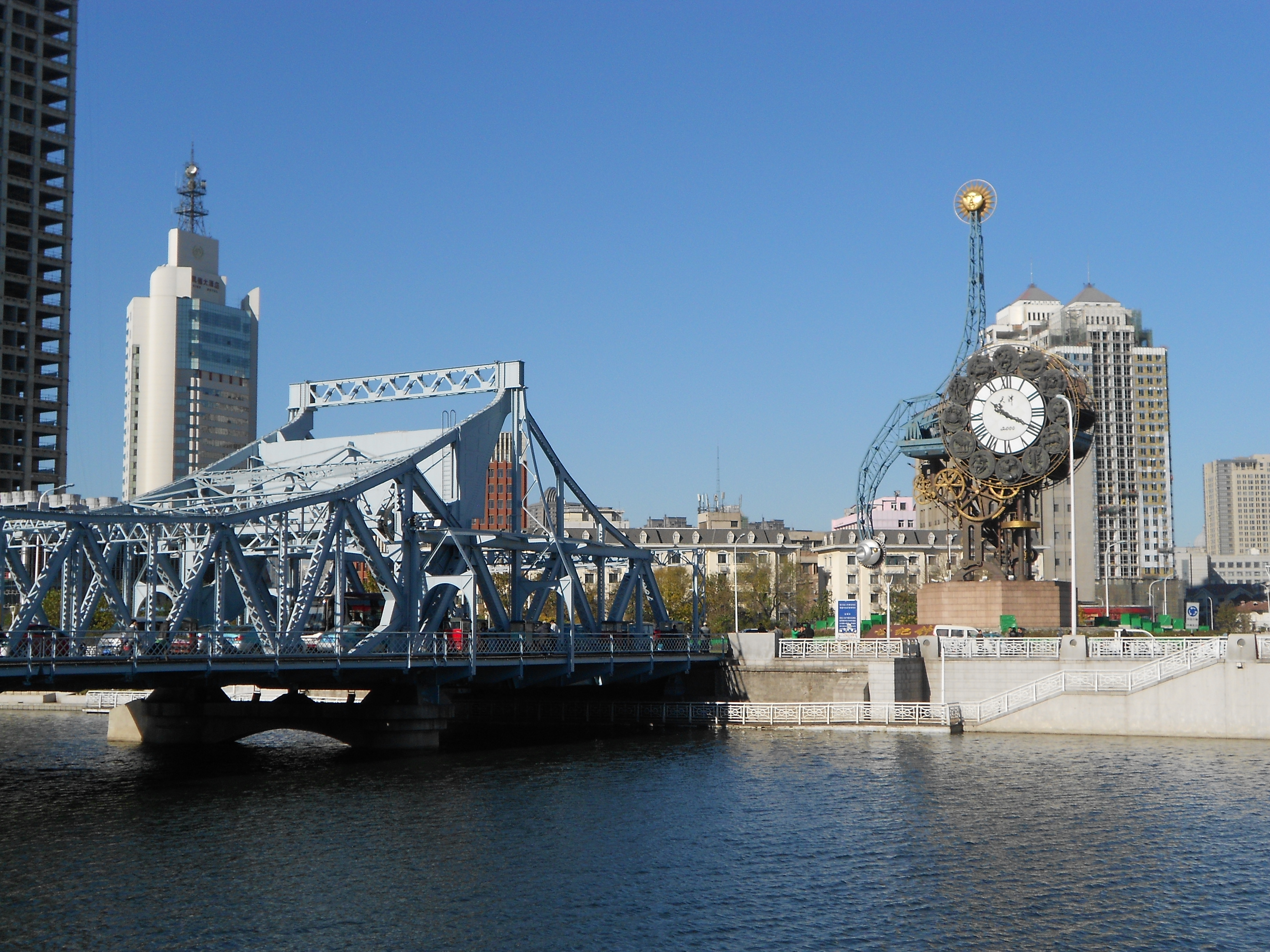
解放桥与世纪钟

39°07′54″N 117°12′00″E / 39.1317289°N 117.1999437°E解放桥是中国天津市连接和平区与河北区的一座桥梁建筑，原名“万国桥”（法語：Pont international）、“法国桥”和“中正桥”，于1927年10月18日建成通车，全长97.64米。作为天津租界时代留存下来的重要建筑之一，该建筑目前是天津市文物保护单位。

## 历史

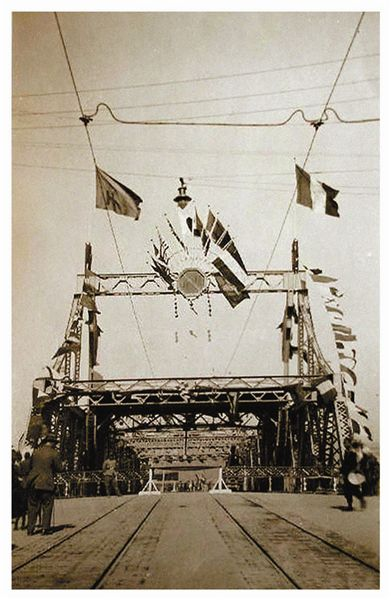
1927年10月18日，万国桥竣工典礼现场

### 老龙头铁桥
解放桥的前身为老龙头铁桥，1902年，天津法租界当局感到天津法租界与老龙头火车站之间的交通不便，就要求当时的清政府修建铁桥，以便通行。而当时管理天津的机构天津都统衙门当即批准建桥的请求并承担全部费用。老龙头铁桥的建设工程由法国费福林公司承包，费用约为二十五万法郎。清光绪二十九年（1904年1月9日），老龙头铁桥举行了竣工典礼，铁桥桥身设有四孔，采用变高度的连续钢桁架，中间设有两孔，桥宽8.4米，为平移开启式跨桥，在当时，当时天津电车电灯股份有限公司旗下的蓝牌有轨电车线路贯穿此桥。老龙头铁桥在当时应该是袁世凯“新政”与天津各租界政府合作的产物之一，所以，老龙头铁桥曾被当时驻天津的外国人称为“国际桥”。二十世纪二十年代中期，因“天津商业发达，交通繁盛，该桥狭窄，时极拥挤”，因此老龙头铁桥耗损严重，建设新桥的计划提上日程。因为老龙头铁桥与后来建设的万国桥时间上有继承关系并且位置很近，所以一般称老龙头铁桥为万国桥的前身。

### 万国桥

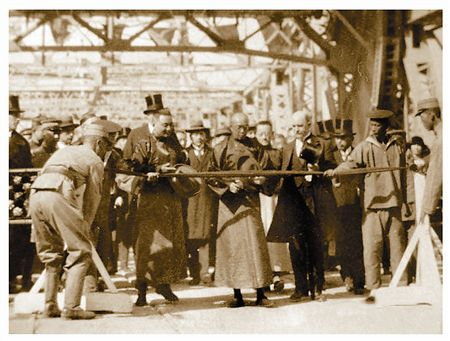
1927年10月18日，万国桥竣工典礼剪彩瞬间，中间者为张作霖所派代表、内务部次长齊耀珹，其左侧为曾任交通总长的吴毓麟。

1926年，当时的天津法租界工部局在老龙头铁桥西面主持修建一座悬臂式开启桥，该桥由天津海河工程局参与审核，最后由建造开合桥著称的美国芝加哥布施尔泽尔桥梁公司中标，由法国营造商戴德·萨德和施奈尔公司共同承包建设。1927年10月18日，万国桥建成，东侧的老龙头铁桥被拆除，拆除费用为白银190万两。万国桥桥长97.64米，分3孔，是双叶立转开启桥跨。桥面宽19.5米，限载20吨。当时万国桥的开启控制中心坐落与海河西岸桥南侧的司机室，中间桥孔四十五度角的开启动作在当时仅需要两三分钟时间就可以完成并使一些大型游轮顺利通过。当时，万国桥每日上午7时和11时以及下午的1时和5时半开桥，一天开桥4次。
1927年10月19日《益世报》发表的《新万国桥开幕盛况》中记载：“建筑起因：……由领团与我国交涉署接洽之结果，决定由海关内征收附捐，作为建筑经费，一切建筑手续，由法领招商承办。投标之结果，由荣兴洋行承办。其工程设施，由法国工学博士白璧氏仿造芝加哥最新之图案为之。估价银七十万两，言定三年交工。白璧氏住华法银行楼上，三年苦心经营，遂有此次成功……”
1946年，南京国民政府收回天津法租界，国民政府将“万国桥”以蒋介石的名“中正”改为“中正桥”。

### 解放桥

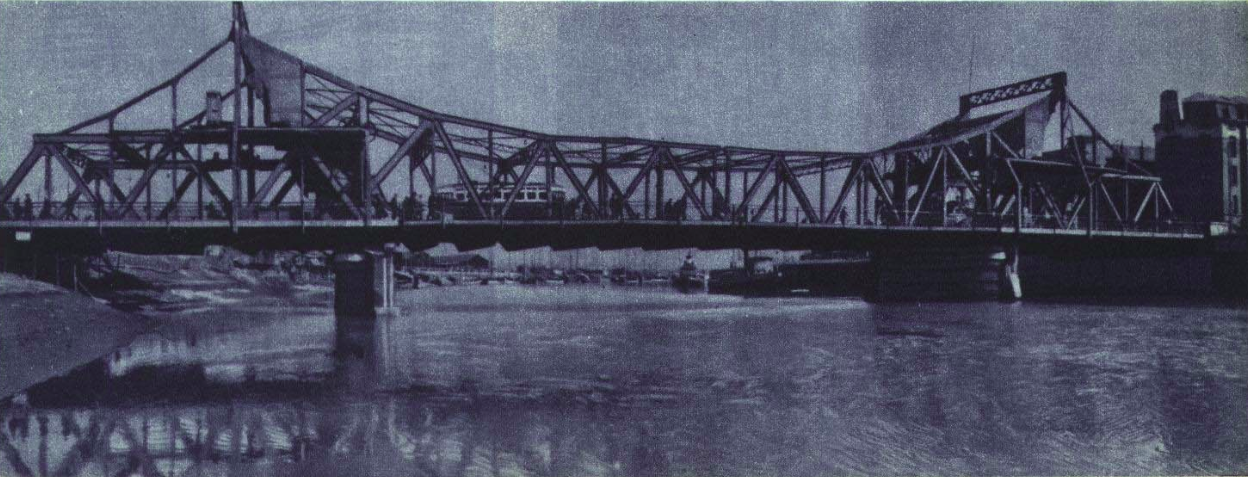
1952年的解放桥

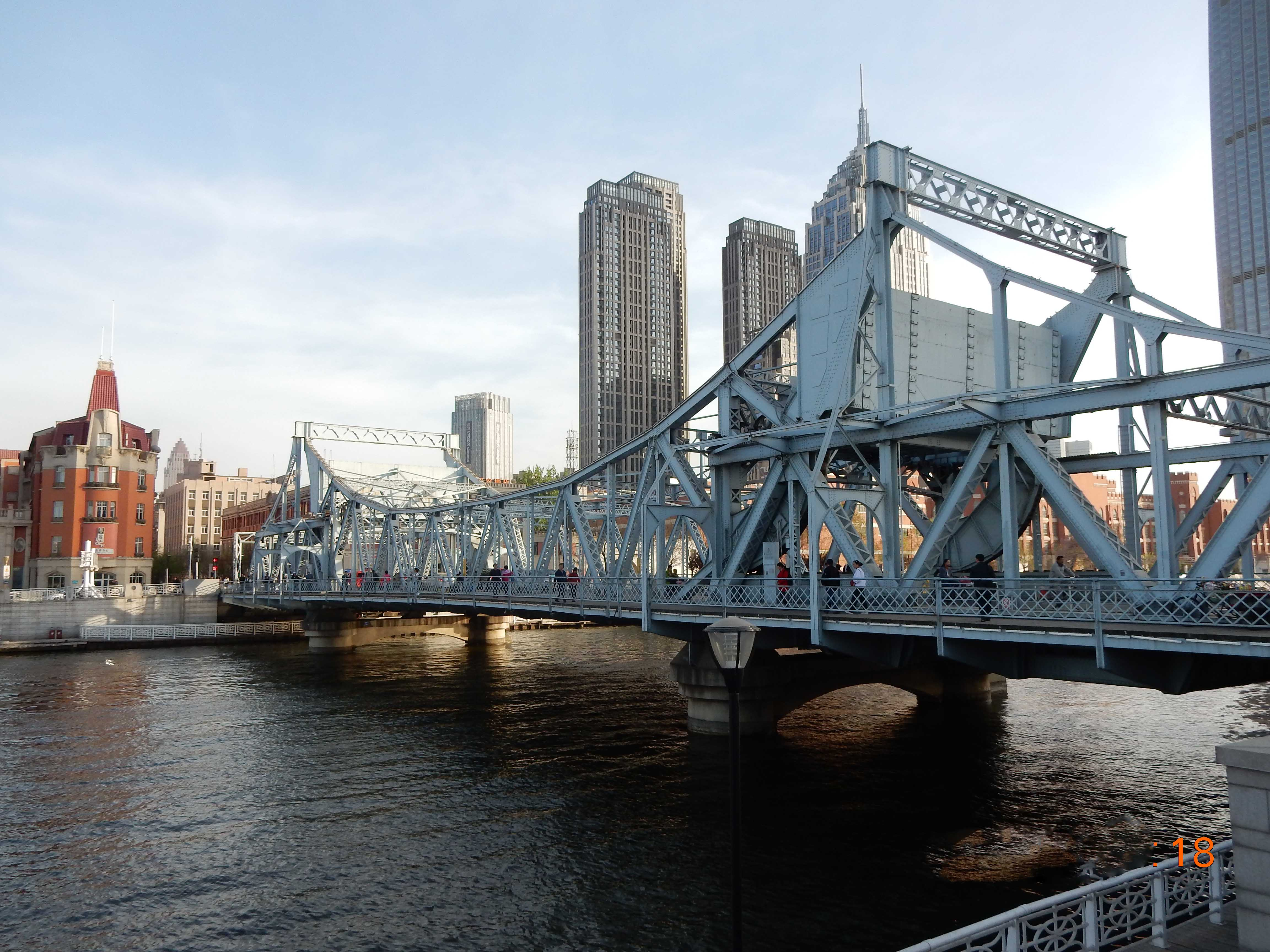
解放桥

1949年1月25日，中国人民解放军占领天津，将桥更名为“解放桥”至今。1956年，天津市人民政府相关部门对解放桥进行了荷载试验，结果证明解放桥结构性能良好，可以通过五十吨平板货车。此后，天津市人民政府相关技术部门对解放桥的开启桥跨进行了全面检修，经过开启验收的试验，解放桥的运转依旧良好。2008年7月22日，天津市人民政府对解放桥按照原貌修复，并重新恢复其开启功能。从此，每逢春节、国庆、中秋等重大节日，解放桥都会视情况开启。

### 设计者之谜

解放桥的开启方式

多年来有一种说法比较盛行：“这座风格独特、现代感极强的铁桥，出自法国建筑设计大师，巴黎艾菲尔铁塔的设计者居斯塔夫·埃菲尔之手。关于当年工程招标的情况有十分详细的记载：“17个投标商，达31套的设计方案，海河工程局曾于审标时参与意见”，“经反复权衡，最后选中了美国芝加哥布施尔泽尔桥梁公司的设计方案”，惟独没有提及设计者。戴相龙作天津市长访问法国时，中新社的一篇发自巴黎的电讯说，埃菲尔在中国的唯一作品在哪里？答案是天津。这位以建造巴黎铁塔而闻名的工程师在中国留下唯一的作品就是天津的解放桥？然而更多的天津人也不愿意在没有确凿的事实面前承认这一说法，直到天津学者方博在查阅当年出版的《北洋画报》时，才发现解放桥的设计者为法国工程师白璧，设计者之谜终被解开。

## 行經解放橋之公交路线
| 行经巴士路线一览 | 行经巴士路线一览 | 行经巴士路线一览 | 行经巴士路线一览 | 行经巴士路线一览                                  |
| 编号             | 路线             | 路线             | 路线             | 备注                                              |
| ---------------- | ---------------- | ---------------- | ---------------- | ------------------------------------------------- |
| 13               | 天津站（A3-3）   | ⇆                | 体院北公交站     |                                                   |
| 953              | 天津站（A3-2）   | ⇆                | 理工大学主校区   | 经天津文化中心                                    |
| 352              | 津塔公交站       | ↺                | 大悲院码头       | 原 小精卫游览线                                   |
| 观光10           | 津湾广场         | ↺                | 天津之眼         | 每日仅7:30–16:00停靠西北角美食街 原 津游1号河北线 |